# William Parsons (5e comte de Rosse)
William Edward Parsons, 5e comte de Rosse, né le 14 juin 1873 et mort le 10 juin 1918, est un militaire britannique et un noble de la pairie d'Irlande.

## Biographie
Le titre de comte de Rosse est créé en 1806 par le roi George III, cinq ans après l'unification du royaume d'Irlande et du royaume de Grande-Bretagne en un Royaume-Uni de Grande-Bretagne et d'Irlande. Ce titre est attribué à Laurence Harman, déjà vicomte Oxmantown, député à la Chambre des communes irlandaise à la fin du XVIIIe siècle puis membre de la Chambre des lords du Royaume-Uni à partir de 1800. William Parsons est l'arrière-petit-fils du neveu de ce premier comte, et le fils aîné de l'astronome Lawrence Parsons, un temps président de l'Académie royale d'Irlande, 4e comte de Rosse et membre de la Chambre des lords sous l'étiquette du Parti conservateur.
Scolarisé au collège d'Eton comme bon nombre de jeunes hommes de famille fortunée, William Parsons obtient ensuite un diplôme de licence au collège Christ Church de l'université d'Oxford. « Extrêmement intéressé » par l'agriculture, il part étudier les pratiques les plus avancées dans ce domaine au Danemark. Brièvement lieutenant dans le 4e bataillon du régiment d'infanterie du Yorkshire-occidental de l'Armée britannique de 1896 à 1897, il rejoint ensuite avec ce même grade le 1er bataillon des Coldstream Guards. Il participe à la seconde guerre des Boers dans le Sud de l'Afrique de 1899 à 1900. En 1905 il épouse Frances Lister-Kaye, petite-fille du 6e duc de Newcastle. Il en aura deux fils et une fille. Fait major en 1906, il quitte l'armée en 1907,.
À la mort de son père en août 1908, il devient le 5e comte de Rosse et hérite du château de Birr, dans le comté d’Offaly dans le centre de l'Irlande. Il ne partage pas l'intérêt qu'avaient son père et son grand-père (William Parsons, le 3e comte) pour l'astronomie, mais commence la grande collection de plantes et d'arbres du château. Il n'hérite pas automatiquement du siège de son père à la Chambre des lords : les membres de la pairie d'Irlande élisent vingt-huit des leurs pour y siéger, et décident ainsi collectivement qui doit y remplacer un lord irlandais défunt. C'est Frederick Trench, 3e baron Ashtown, qui succède au siège du 4e comte de Rosse au Parlement du Royaume-Uni, mais les pairs irlandais élisent en 1911 William Parsons au siège vacant de Charles Bellew, 3e baron Bellew. Dans le même temps, il succède à son père comme lord-lieutenant de King's County en février 1909, titre cérémoniel qui fait de lui le représentant personnel du roi du Royaume-Uni, Édouard VII, dans ce comté,,.
À l'entame de la Première Guerre mondiale, il intègre les Irish Guards, bataillon d'infanterie de l'Armée britannique. Conservant son grade de major, il est le sous-commandant du bataillon lors de la bataille de Festubert en mai 1915. Très grièvement blessé à la tête par un éclat d'obus lors de cette bataille, il est rapatrié au château de Birr, où il meurt de sa blessure le 10 juin 1918. Il est inhumé dans le caveau familial au cimetière de la ville de Birr,, et est l'un des quarante-trois parlementaires britanniques morts durant la guerre et commémorés par un mémorial à Westminster Hall, dans l'enceinte du palais de Westminster où siège le Parlement. Son fils Michael devient le 6e comte de Rosse ; il sera capitaine dans les Irish Guards durant la Seconde Guerre mondiale, à laquelle il survivra. Partageant l'intérêt de son père pour la botanique, il ramènera de Chine des graines d'arbres chinois et les plantera sur les terres du château. Bridget, la fille de William Parsons, sera l'une des Bright Young People, jeunes aristocrates hédonistes qui profitent très publiquement des « années dorées » de la décennie 1920, faisant le bonheur de la presse tabloïde. Le benjamin des trois enfants, Desmond Parsons, deviendra linguiste, vivra en Chine avec l'écrivain Robert Byron et mourra jeune du lymphome de Hodgkin. C'est James Caulfeild, 8e vicomte Charlemont, qui est élu pour succéder au siège de William Parsons à la Chambre des lords.

Images
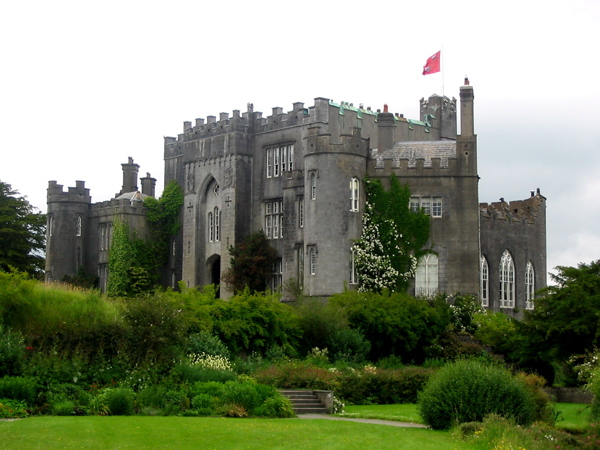
Le château de Birr.
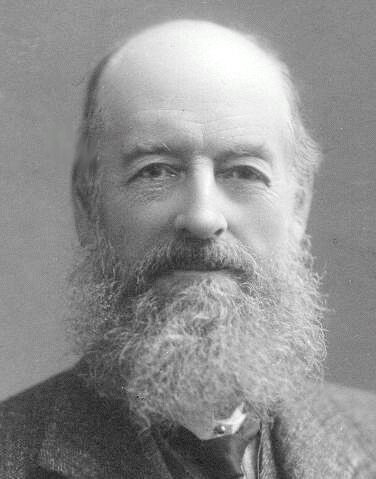
Lawrence Parsons, 4e comte de Rosse, père de William.
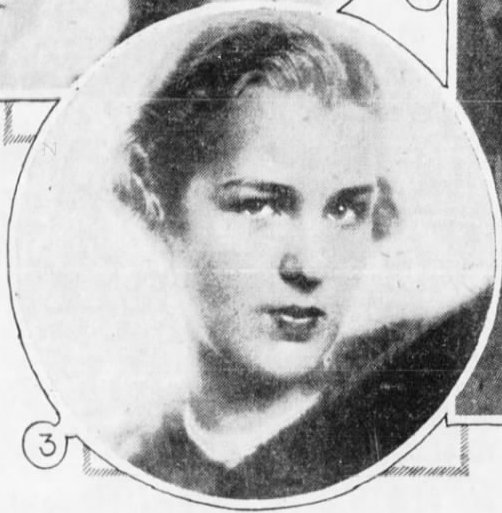
Bridget Parsons, fille de William.
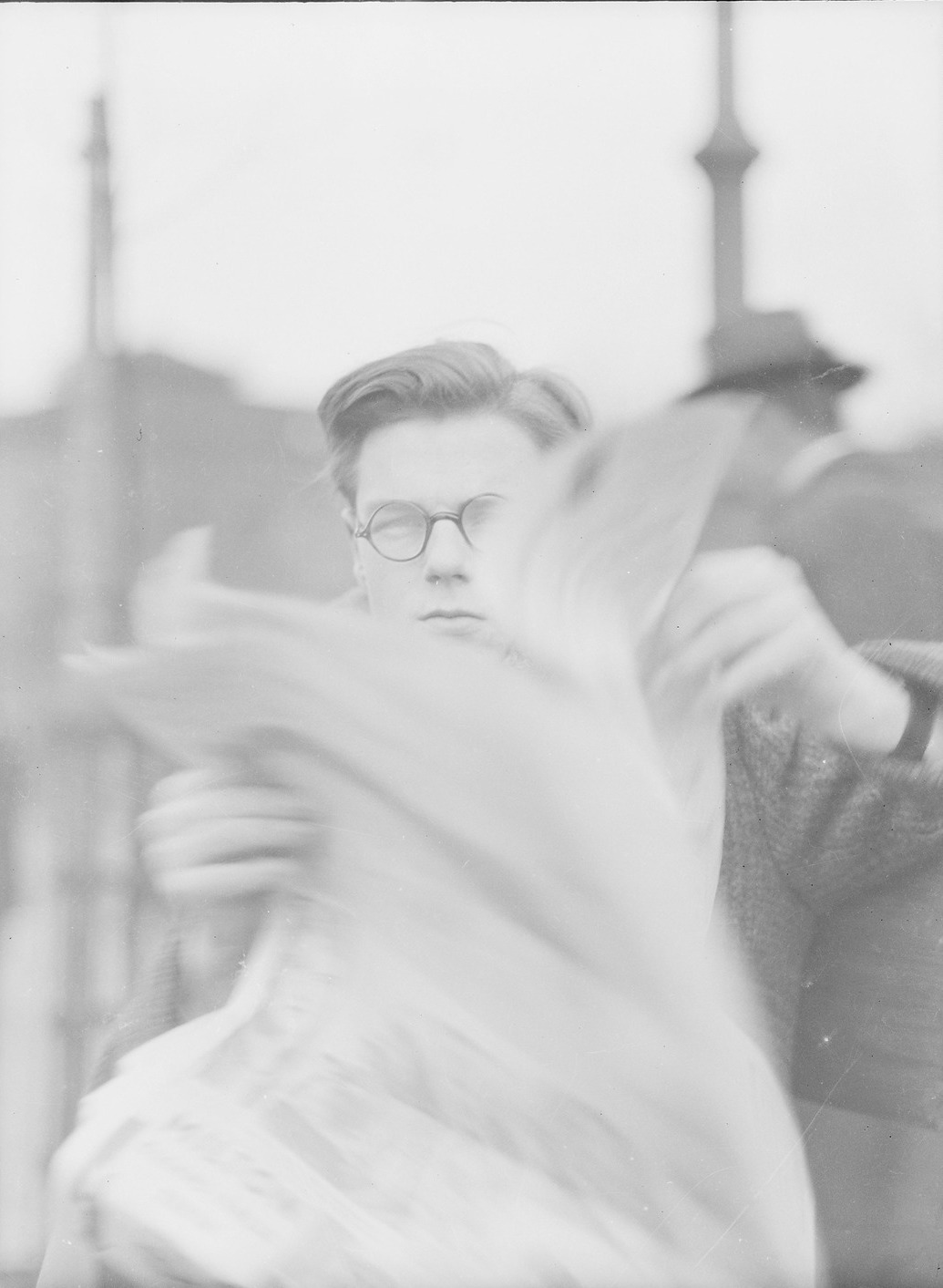
Desmond Parsons, fils de William.